# オッサ山 (タスマニア)
オッサ山（オッサさん、Mount Ossa）とは、タスマニア島における最高峰であり、その山頂の標高は1,617メートル (5,305 ft)である
。
なお、この山の周辺は、オーストラリアによってクレイドル山＝セント・クレア湖国立公園に指定されている。　

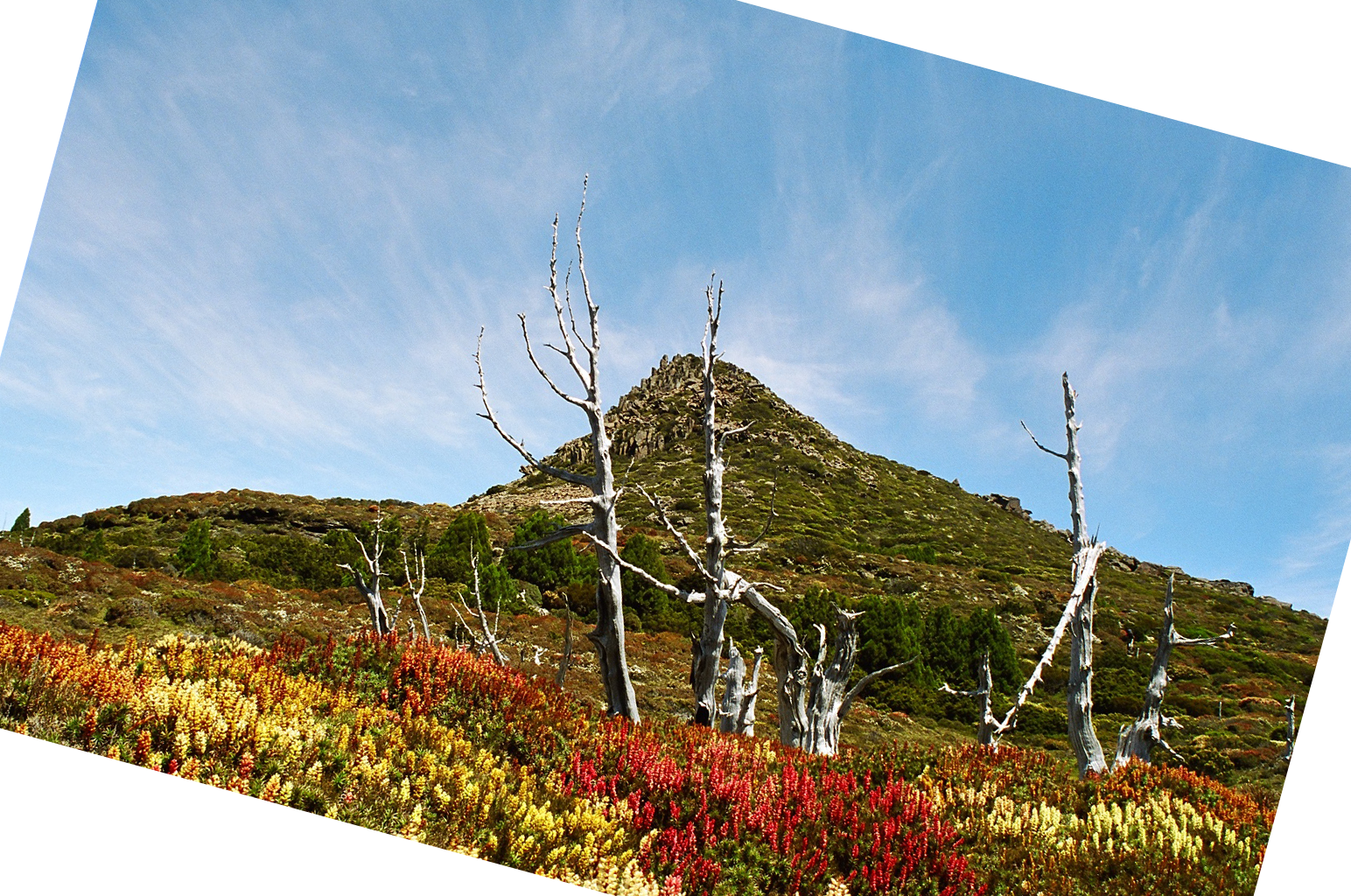
オッサ山に咲く花々。

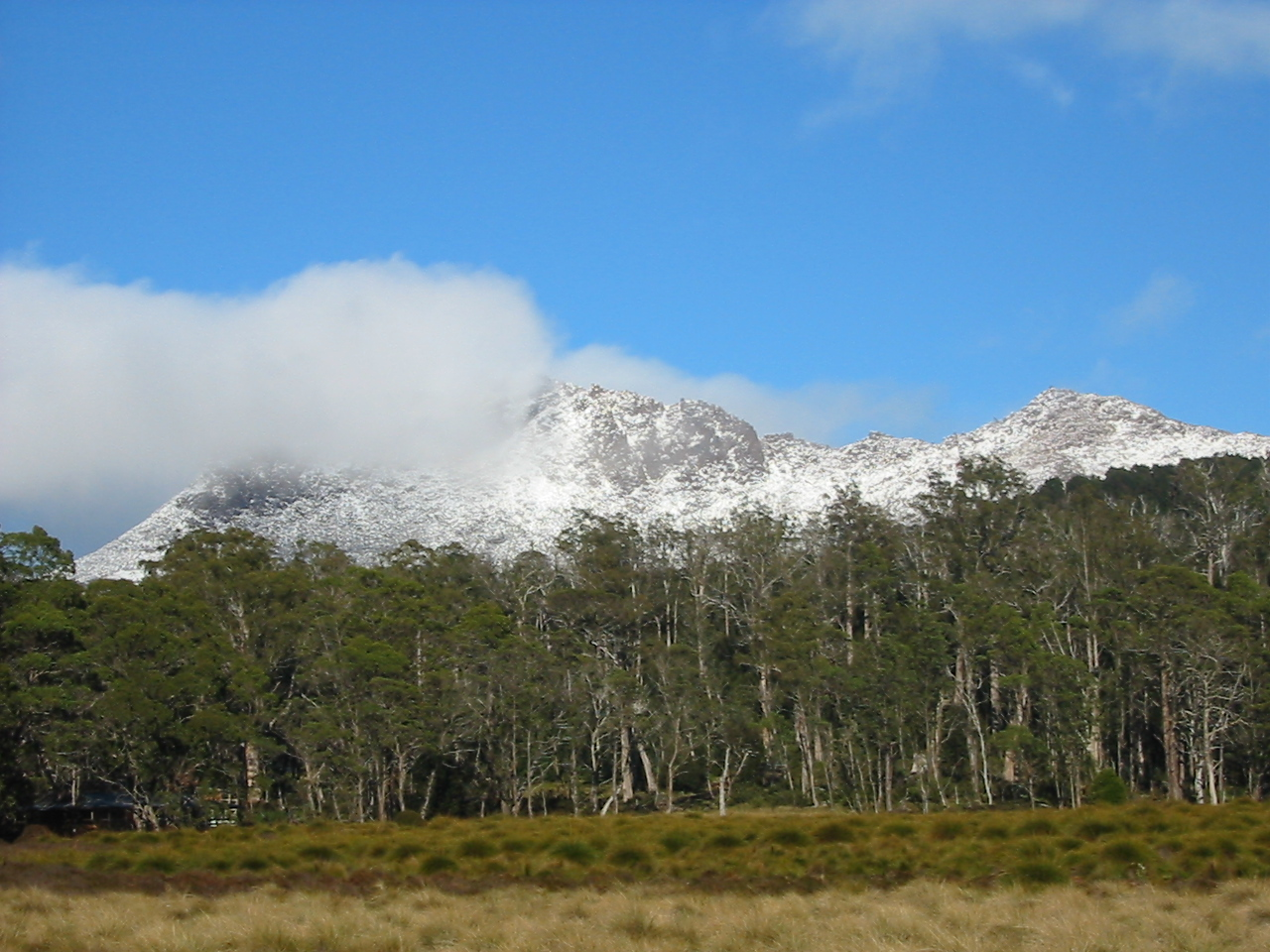
ペリオン平原から見たオッサ山。

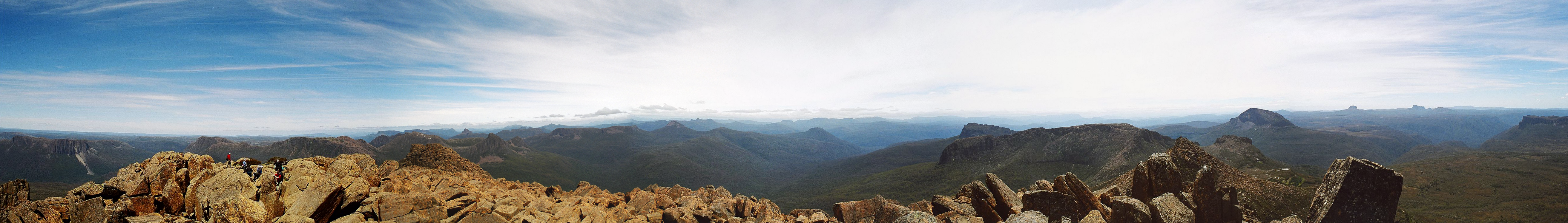
オッサ山の頂上から撮影された、360度のパノラマ写真。

## 参照
1. ↑  "Mount Ossa". Gazetteer of Australia online. Geoscience Australia, Australian Government. {{cite web}}: Cite webテンプレートでは|access-date=引数が必須です。 (説明)
2. ↑  “LISTmap (Mount Ossa)”.   タスマニア州政府 Department of Primary Industries and Water. 2007年6月19日閲覧。